# جايمي فرنانديز
جايمي فرنانديز (بالإسبانية: Jaime Fernández)‏ هو سباح إسباني، ولد في 17 سبتمبر 1968.

## وصلات خارجية
- خايمي فرنانديز على موقع أوليمبيديا (الإنجليزية)